# Egogepa
Egogepa là một chi bướm đêm thuộc phân họ Tortricinae của họ Tortricidae.

## Các loài
- Egogepa crassata Wang & Li, 2006
- Egogepa zosta Razowski, 1977